# Блажевац (Пелагићево)
Блажевац је насељено мјесто у општини Пелагићево, Република Српска, БиХ. Према прелиминарним подацима пописа становништва 2013. године, у насељеном мјесту Блажевац укупно је пописано 319 лица.

## Историја
Блажевац се од 1971. до 1992. године налазио у саставу општине Градачац.

## Становништво
| Националност       | 1991. | 1981. | 1971. | 1961. |
| Хрвати             | 613   | 902   | 872   | 755   |
| Срби               | 314   | 308   | 341   | 334   |
| Југословени        | 12    | 15    |       |       |
| Муслимани          | 9     | 8     | 12    |       |
| Црногорци          |       |       |       | 1     |
| остали и непознато | 218   | 2     |       |       |
| Укупно             | 1.166 | 1.235 | 1.225 | 1.090 |

| Демографија | Демографија | Демографија |
| Година      | Становника  | Становника  |
| ----------- | ----------- | ----------- |
| 1961.       | 1.090       |             |
| 1971.       | 1.225       |             |
| 1981.       | 1.235       |             |
| 1991.       | 1.153       |             |
| 2013.       | 319         |             |